# Голенищево (Торжоцький район)
Голенищево (рос. Голенищево) — присілок в Торжоцькому районі Тверської області Російської Федерації.
Населення становить 67 осіб. Входить до складу муніципального утворення Грузинське сільське поселення.

## Історія
Від 2005 року входить до складу муніципального утворення Грузинське сільське поселення.

## Населення
| 2010 |
| ---- |
| 67   |